# Ngày xửa... ngày xưa (nhạc kịch)
Ngày xửa... ngày xưa là chương trình nhạc kịch thiếu nhi Việt Nam do Sân khấu kịch Idecaf phối hợp với Nhà hát Bến Thành thực hiện, bắt đầu sản xuất vào năm 2000 và được hợp tác với Hãng phim Trẻ và Trung tâm băng đĩa Saigon Vafaco phát hành để ra đĩa.

## Diễn viên
- Diễn viên chính
  - Thanh Thủy
  - NSƯT Mỹ Duyên
  - Hoàng Trinh
  - NSƯT Bạch Long
  - Đình Toàn
  - Hồng Ánh
  - Đại Nghĩa
  - Đức Thịnh
  - Thanh Phương (†)
  - NSƯT Ngọc Trinh
- Diễn viên phụ:
  - Mai Phượng
  - Nam Trung
  - Quốc Trung
  - Đặng Thanh Vân
  - Chế Hoàng Lan
  - Phan Thu Huyền
  - Chí Tâm
  - Quốc Tuấn
- Diễn viên trẻ:
  - Quỳnh Lý
  - Đông Hải
  - Trà Ngọc
  - Việt Trang
- Diễn viên từng cộng tác
  - NSƯT Thành Lộc
  - NSƯT Hữu Châu
  - Lê Khánh
  - Tuấn Khải
  - Tuấn Khôi
  - Trương Hạ
  - Lê Hoàng Giang
  - Trang Tuyền
  - Don Nguyễn
  - Mai Thanh Tú
  - Trung Dân
  - NSƯT Minh Nhí
  - NSƯT Ngọc Trinh
  - Minh Trí
  - Quốc Khánh
- Dẫn chuyện - Nhóm Líu Lo:
  - NSƯT Thành Lộc (anh Thành Lộc)
  - NSƯT Bạch Long (chó Lu Lu)
  - Thanh Thủy (két La La)
  - Hoàng Trinh (mèo Li Li)
  - Đình Toàn (hề Lí Lắc)

## Các số
| STT | Tựa đề                                                                   | Công diễn                                       | Phát hành đĩa                                      | Địa điểm                         | Biên kịch và đạo diễn                                                      | Khách mời                                                                                      | Cốt truyện dựa theo | Người dẫn chuyện                                                  | Chú thích | Bối cảnh          | Vai diễn của NSUT Thành Lộc                                 |
| --- | ------------------------------------------------------------------------ | ----------------------------------------------- | -------------------------------------------------- | -------------------------------- | -------------------------------------------------------------------------- | ---------------------------------------------------------------------------------------------- | --- | ----------------------------------------------------------------- | --- | ----------------- | ----------------------------------------------------------- |
| 1   | Tấm Cám                                                                  | 01/06/2000 - 28/06/2000                         | 15/07/2001                                         | Nhà hát Bến Thành                | Tác giả: Hoàng Hải Đạo diễn: Hùng Lâm                                      | Đoàn múa rối TP. Hồ Chí Minh                                                                   | Truyện cổ tích Việt Nam "Tấm Cám" | Nhóm Líu Lo, Huỳnh Anh Tuấn, Thanh Thủy                           | Số đầu tiên của Ngày xửa...ngày xưa | Việt Nam          | Cám                                                         |
| 2   | Công chúa ngủ trong rừng                                                 | 01/06/2001 - 27/06/2001                         | 15/02/2002                                         | Nhà hát Bến Thành                | Tác giả: Hoàng Hải Đạo diễn: Hùng Lâm                                      | Đoàn múa rối TP. Hồ Chí Minh                                                                   | Truyện cổ tích Đức "Công chúa ngủ trong rừng" | Nhóm Líu Lo & Huỳnh Anh Tuấn                                      | | Đức               | Người dẫn chuyện                                            |
| 3   | Dế mèn phiêu lưu ký                                                      | 01/06/2002 - 01/07/2002                         | 01/09/2002                                         | Nhà hát Bến Thành                | Tác giả: Hoàng Long Đạo diễn: Hùng Lâm                                     | Đoàn múa rối TP. Hồ Chí Minh                                                                   | Truyện văn xuôi "Dế mèn phiêu lưu ký" của nhà văn Tô Hoài | Nhóm Líu Lo & Huỳnh Anh Tuấn                                      | | Việt Nam          | Dế mèn                                                      |
| 4   | Hoàng tử Sọ Dừa                                                          | 15/09/2002 - 30/09/2002                         | 01/12/2003                                         | Nhà hát Bến Thành Củ Chi, TP.HCM | Tác giả: Hoàng Nhật Vy Đạo diễn: Hùng Lâm                                  | Đoàn múa rối TP. Hồ Chí Minh                                                                   | Truyện cổ tích Việt Nam "Sọ Dừa" | Nhóm Líu Lo                                                       | | Việt Nam          | Hoàng tử Sọ Dừa                                             |
| 5   | Cô bé Lọ Lem                                                             | 01/06/2003 - 01/07/2003                         | 01/07/2003                                         | Nhà hát Bến Thành                | Tác giả: Hoàng Long Đạo diễn: Hùng Lâm                                     | Đoàn múa rối TP. Hồ Chí Minh Bé Xuân Nghi                                                      | Truyện cổ tích Đức "Cô bé Lọ Lem" | Nhóm Líu Lo                                                       | | Đức               | Chuột tiên                                                  |
| 6   | Người đẹp và quái vật                                                    | 15/09/2003 - 15/10/2003                         | 15/01/2004                                         | Nhà hát Bến Thành                | Tác giả: Hoàng Hải Đạo diễn: Hùng Lâm                                      | Đoàn múa rối TP. Hồ Chí Minh Bé Xuân Nghi Đoàn múa lân TP. Hồ Chí Minh                         | Truyện cổ Gabrielle-Suzanne Barbot de Villeneuve | Nhóm Líu Lo                                                       | | Châu Âu           | Cha của cô gái Mỹ Duyên                                     |
| 7   | Nàng tiên cá                                                             | 01/06/2004 - 01/07/2004                         | 02/03/2005                                         | Nhà hát Bến Thành                | Tác giả: Hoàng Long Đạo diễn: Hùng Lâm                                     | Đoàn múa rối TP. Hồ Chí Minh Nhà Thiếu nhi Quận 1                                              | Truyện cổ Andersen "Nàng tiên cá" | Nhóm Líu Lo                                                       | | Châu Âu           | Tôm Mê Muội                                                 |
| 8   | Công chúa Chích Chòe                                                     | 15/09/2004 - 15/10/2004                         | 01/05/2005                                         | Nhà hát Bến Thành                | Tác giả: Thanh Phương (†) Đạo diễn: Hùng Lâm                               | Nhóm múa rối Nụ Cười CLB Dế Mèn Bé Xuân Nghi                                                   | Truyện cổ Grimm "Vua chích choè" | Thanh Thủy (giọng kể)                                             | Phiên bản mới của Chuyện ngày xưa 14: Nàng công chúa kiêu căng | Trung Quốc        | Thúy Ma Ma và nữ tướng cướp                                 |
| 9   | Aladdin và đủ thứ thần                                                   | 28/5/2005 - 03/07/2005                          | 30/10/2005                                         | Nhà hát Bến Thành                | Tác giả: Thanh Phương (†) Đạo diễn: Hùng Lâm                               |                                                                                                | Truyện cổ tích Trung Đông "Nghìn lẻ một đêm: Aladdin và cây đèn thần" | Không có                                                          | | Trung Đông        | Thần nhẫn                                                   |
| 10  | Huyền thoại nữ thần Lee Kim Chi                                          | 16/09/2005 - 02/10/2005                         | 24/12/2005                                         | Nhà hát Bến Thành                | Tác giả: Thanh Phương (†) Đạo diễn: Hùng Lâm                               | Diễn viên Thành Được                                                                           | Truyện cổ tích Triều Tiên "Sự tích Mặt trời và Mặt trăng" | Không có                                                          | Phiên bản mới của Chuyện ngày xưa 26: Sự tích mặt trăng | Triều Tiên        | Cú mèo Bumi                                                 |
| 11  | Cậu bé rừng xanh                                                         | 23/12/2005 - 08/01/2006                         | 01/11/2006                                         | Rạp xiếc TP. Hồ Chí Minh         | Tác giả: Thanh Phương (†) Đạo diễn: Vũ Minh (†)                            | Đoàn xiếc TP. Hồ Chí Minh Bé Khánh Linh                                                        | Truyện ngắn "Cậu bé rừng xanh" của Rudyard Kipling | Không có                                                          | | Ấn Độ             | Sói ghẻ                                                     |
| 12  | Nàng Bạch Tuyết lạc 7 chú lùn                                            | 26/5/2006 - 30/6/2006                           | 01/12/2006                                         | Nhà hát Bến Thành                | Tác giả: Thanh Phương (†) Đạo diễn: Hùng Lâm                               | Phi Phụng, bé Khánh Linh, Quốc Khánh, Ngọc Trinh... Nhà Thiếu nhi Quận 1                       | Các câu chuyện cổ tích "Nàng Bạch Tuyết và 7 chú lùn", "Cô bé quàng khăn đỏ", "Tấm Cám", "Cô bé Lọ Lem", "Thạch Sanh Lý Thông", "Công chúa ngủ trong rừng", "Vua chích chòe" | Nhóm Líu Lo                                                       | | Châu Âu           | Phù thủy-mẹ kế Bạch Tuyết                                   |
| 13  | Na Tra đại náo thủy cung                                                 | 05/10/2006 - 05/11/2006 24/12/2006 - 01/01/2007 | 01/05/2007                                         | Nhà hát Bến Thành                | Tác giả: Thanh Phương (†) Đạo diễn: Vũ Minh (†)                            |                                                                                                | Tiểu thuyết "Phong thần diễn nghĩa" của Hứa Trọng Lâm và Lục Tây Tinh | NSƯT Đại Nghĩa                                                    | | Trung Quốc        | Na Tra                                                      |
| 14  | Sơn Tinh Thủy Tinh                                                       | 31/5/2007 - 01/07/2007                          | 15/10/2007                                         | Nhà hát Bến Thành                | Tác giả: Thanh Phương (†) Đạo diễn: Vũ Minh (†)                            |                                                                                                | Truyền thuyết Việt Nam "Sơn Tinh Thủy Tinh" | NSƯT Thành Lộc, Lê Khánh, Hương Giang (hát giới thiệu)            | | Việt Nam          | Ốc mượn hồn và gà chín cựa (giả)                            |
| 15  | Hoàng tử Ai Cập                                                          | 22/9/2007 - 21/10/2007                          | 12/2007                                            | Nhà hát Bến Thành                | Tác giả: Thanh Phương (†) Đạo diễn: Vũ Minh (†)                            |                                                                                                | | NSƯT Mỹ Duyên, Hương Giang, Mai Phượng (hát giới thiệu)           | | Ai Cập            | Bò cạp câm                                                  |
| 16  | Chuyện thần tiên xứ Phù Tang                                             | 29/5/2008 - 29/6/2008                           | 11/04/2009                                         | Nhà hát Bến Thành                | Tác giả: Quang Thảo Đạo diễn: Đình Toàn                                    |                                                                                                | Truyền thuyết về nữ thần Mặt trời Amaterasu | Không có                                                          | | Nhật Bản          | Nữ thần nhảy múa                                            |
| 17  | Phù Đổng thiên vương Lá cờ thêu 6 chữ vàng                               | 06/09/2008 - 05/10/2008                         | 01/08/2009                                         | Nhà hát Bến Thành                | Tác giả: Thanh Phương (†)(được sản xuất sau khi mất) Đạo diễn: Vũ Minh (†) | Diễn viên Thành Được và NSND Thanh Vy                                                          | Truyền thuyết Việt Nam "Thánh Gióng" & Tiểu sử về Trần Quốc Toản | Không có                                                          | Phần kịch "Phù Đổng thiên vương" là phiên bản mới của "Huyền thoại Thánh Gióng" (có tác giả đóng vai sứ giả) được làm mới từ đoạn kịch ngắn trong Ngày xửa ngày xưa 1: Tấm Cám | Việt Nam          | Trần Quốc Toản                                              |
| 18  | Chàng lang thang và nàng Tùy Tiện                                        | 22/05/2009 - 22/06/2009                         | 15/08/2009                                         | Nhà hát Bến Thành                | Tác giả: Minh Phương Đạo diễn: Vũ Minh & Kim Loan                          |                                                                                                | | Không có                                                          | | Thái Lan          | Thần Bén Kọt                                                |
| 19  | Phù thủy lắm chiêu                                                       | 25/09/2009 - 01/11/2009                         | 01/08/2010                                         | Nhà hát Bến Thành                | Tác giả: Minh Phương Đạo diễn: Vũ Minh                                     |                                                                                                | | NSƯT Thành Lộc, Hương Giang, Nguyễn Đức Thịnh                     | | Châu Phi          | Phù thủy Ma Na Nụ                                           |
| 20  | Cậu bé Khoai Lang Tây và 3 bà tiên                                       | 20/05/2010 - 27/06/2010                         | 30/10/2010                                         | Nhà hát Bến Thành                | Tác giả: Minh Phương Đạo diễn: Vũ Minh                                     | Đoàn múa rối TP Hồ Chí Minh Các diễn viên thực tập tại Trường Sân khấu Điện ảnh TP Hồ Chí Minh | | NSƯT Đại Nghĩa, NSƯT Mỹ Duyên, Lê Khánh, Hoàng Trinh, Hương Giang | | Nga               | Bà tiên Lút Mi La                                           |
| 21  | Võ công tiểu quái                                                        | 10/09/2010 - 10/10/2010                         | 30/04/2011                                         | Nhà hát Bến Thành                | Tác giả: Minh Phương Đạo diễn: Vũ Minh (†)                                 |                                                                                                | | Không có                                                          | | Việt Nam          | Công tử điếc                                                |
| 22  | An-Ly và thần băng giá                                                   | 27/05/2011 - 03/07/2011                         | 24/12/2012                                         | Nhà hát Bến Thành                | Tác giả: Quang Thảo Đạo diễn: Đình Toàn                                    |                                                                                                | Truyện cổ Andersen "Bà chúa tuyết" | Đình Toàn (giọng kể)                                              | Phiên bản mới của Chuyện ngày xưa 40: Bà chúa tuyết | Mông Cổ           | Bà chúa tuyết                                               |
| 23  | Những đứa con của rồng                                                   | 02/09/2011 - 25/9/2011                          | 09/04/2015                                         | Nhà hát Bến Thành                | Tác giả: Minh Phương Đạo diễn: Vũ Minh (†)                                 |                                                                                                | | Lê Khánh                                                          | | Việt Nam          | Ghẹ lác và bé còng xinh (giả)                               |
| 24  | Chúa tể muôn loài                                                        | 19/05/2012 - 01/07/2012                         | 20/05/2017 (chỉ tặng vào dịp Ngày xửa ngày xưa 30) | Nhà hát Bến Thành                | Tác giả: Quang Thảo Đạo diễn: Đình Toàn                                    |                                                                                                | Phim hoạt hình "Vua sư tử II: Niềm kiêu hãnh của Simba" | Hương Giang (xuất hiện nhưng giọng kể thu sẵn)                    | | Châu Phi          | Chim công điên và mẹ két (giả)                              |
| 25  | Hoàng tử xấu xí và cô gái tóc vàng                                       | 23/05/2013 - 07/07/2013                         | 26/05/2018 (chỉ tặng vào dịp Ngày xửa ngày xưa 31) | Nhà hát Bến Thành                | Tác giả: Minh Phương Đạo diễn: Vũ Minh (†)                                 |                                                                                                | | Không có                                                          | | Ấn Độ             | Quỷ điệu                                                    |
| 26  | Hoàng tử gấu và hạt đậu thần                                             | 13/09/2013 - 13/10/2013                         | 25/05/2019 (chỉ tặng vào dịp Ngày xửa ngày xưa 32) | Nhà hát Bến Thành                | Tác giả: Quang Thảo Đạo diễn: Đình Toàn                                    |                                                                                                | Phim hoạt hình "Công chúa tóc xù" và chuyện dân gian "Cậu bé Jack và cây đậu thần"                                                                                           | NSƯT Đại Nghĩa                                                    | | Châu Âu           | Phù thủy chồn hôi và bà tiên đậu điên                       |
| 27  | Cuộc chiến của ông kẹ và các bà mẹ                                       | 17/05/2014 - 29/06/2014                         | Không                                              | Nhà hát Bến Thành                | Tác giả: Quang Thảo Đạo diễn: Đình Toàn                                    |                                                                                                | |                                                                   | | Hy Lạp            | Ông kẹ và mụ bạch tuộc                                      |
| 28  | Nàng công chúa đi lạc                                                    | 22/05/2015 - 05/07/2015                         | Không                                              | Nhà hát Bến Thành                | Tác giả: Minh Phương Đạo diễn: Vũ Minh (†)                                 |                                                                                                | |                                                                   | | Xứ sở lạ kỳ...    | Chúa tể bóng đêm, Phù thủy Maleficent, Lọ Lem, Mẹ kế Lọ Lem |
| 29  | Bảo tàng Quái vật                                                        | 20/05/2016 - 03/07/2016                         | Không                                              | Nhà hát Bến Thành                | Tác giả: Quang Thảo Đạo diễn: Đình Toàn                                    |                                                                                                | Tiểu thuyết "Đêm ở viện bảo tàng" của Milan Trenc |                                                                   | | Một viện bảo tàng | Sếu đầu đỏ                                                  |
| 30  | Hoàng tử - Công chúa và 9 vị thần... bị bắt                              | 20/05/2017 - 25/06/2017                         | Không                                              | Nhà hát Bến Thành                | Tác giả: Minh Phương Đạo diễn: Vũ Minh (†)                                 |                                                                                                | |                                                                   | | Việt Nam          | Nữ Thần bóng đêm                                            |
| 31  | Alibaba với đầy đủ 40 tên cướp, với lại cây đèn thần của Aladdin nữa đó! | 26/05/2018 - 01/07/2018                         | Không                                              | Nhà hát Bến Thành                | Tác giả: Minh Phương Đạo diễn: Vũ Minh (†)                                 |                                                                                                | Truyện cổ tích Trung Đông "Nghìn lẻ một đêm: Alibaba và 40 tên cướp" |                                                                   | Phiên bản đối lập của Ngày xửa ngày xưa 9: Aladdin và đủ thứ thần | Trung Đông        | Tướng cướp Alepede                                          |
| 32  | Truy tìm thủy long kiếm                                                  | 25/5/2019 - 30/6/2019                           | Không                                              | Nhà hát Bến Thành                | Tác giả: Minh Phương Đạo diễn: Vũ Minh (†)                                 |                                                                                                | |                                                                   | Phiên bản mới của Ngày xửa ngày xưa 23: Những đứa con của rồng | Việt Nam          | Ma Lanh và Lê Lẫn                                           |
| 33* | Thuyền trưởng Sinh Bá & Nàng tiên cá đen xì!                             | ...28/5/2021 -...27/6/2021                      | Không                                              | Nhà hát Bến Thành                | Tác giả: Minh Phương Đạo diễn:Vũ Minh (†)                                  |                                                                                                | Nghìn lẻ một đêm "Chuyện nhà đi biển Sinbad" |                                                                   | Bị hủy do dịch bệnh COVID-19 cùng sự ra đi của Đạo diễn Vũ Minh (†) | Vịnh tiên cá      | Bạch tuộc                                                   |
| 33  | Cuộc phiêu lưu của thuyền trưởng Sinbad: Đại chiến nàng tiên cá          | 01/07/2022 - 02/01/2023                         | Không                                              | Nhà hát Bến Thành                | Tác giả: Quang Thảo Đạo diễn: Đình Toàn                                    |                                                                                                | Nghìn lẻ một đêm "Chuyện nhà đi biển Sinbad" |                                                                   | Sự trở lại sau 2 năm Đại dịch COVID-19 của Ngày xửa ngày xưa | Vịnh tiên cá      | Tiên cá Mê La                                               |
| 34  | Nàng công chúa và chiếc áo tầm gai                                       | 27/5/2023 - 03/09/2023                          | Không                                              | Nhà hát Bến Thành                | Tác giả: Quang Thảo Đạo diễn: Đình Toàn                                    |                                                                                                | Truyện cổ Andersen "Bầy chim thiên nga" |                                                                   | Phiên bản mới của Chuyện ngày xưa 17: Nàng công chúa và bầy thiên nga | Châu Âu           | Ác tiên Mắc Ma và bà lão ở đảo Tupan                        |
| 35  | Cuộc phiêu lưu của thuyền trưởng Sinbad: Huyền thoại mắt thần            | 30/4/2024 - 14/7/2024                           | Không                                              | Nhà hát Bến Thành                | Tác giả: Quang Thảo Đạo diễn: Đình Toàn                                    |                                                                                                | Nghìn lẻ một đêm "Chuyện nhà đi biển Sinbad" |                                                                   | Phần 2 của Ngày xửa ngày xưa 33: Cuộc phiêu lưu của thuyền trưởng Sinbad: Đại chiến nàng tiên cá                                                                               | Trung Đông        | Không                                                       |
| 36  | Hậu duệ thần Mặt Trời                                                    | 24/5/2025 - nay                                 | Không                                              | Nhà hát Bến Thành                | Tác giả: Quang Thảo Đạo diễn: Đình Toàn                                    |                                                                                                | Hai câu chuyện truyền thuyết Triều Tiên "Đàn Quân" và "Dokkaebi" |                                                                   | | Hàn Quốc          | Không                                                       |

## Chuyện Thần tiên
Ngoài ra Kịch Idecaf còn cho sản xuất thêm nhiều chương trình Ngày Xửa Ngày Xưa - Phần II với "Chuyện thần tiên" nhằm phục vụ cho các em thiếu nhi nhân dịp Giáng sinh, Giỗ tổ Hùng Vương, Tết, được lưu diễn trong vòng 15 ngày tại Nhà hát Bến Thành và Công viên Văn hóa Đầm Sen. Các tựa đề được biểu diễn như:
- Cô bé tí hon lạc vào xứ thần tiên (2007)
- Con gái nàng tiên cá (2008)
- Tề Thiên Đại Thánh đại chiến Hồng Hài Nhi (2009)
- Tề Thiên Đại Thánh đại náo thiên cung (2011)
- Cuộc phiêu lưu của cậu bé búp bê (2024) (Phiên bản mới của Cuộc phiêu lưu của cậu bé Hạnh Phúc)[2][3][4][5][6]

## Phim
- Chum vàng chum rắn
- Cây tre trăm đốt
- Sự tích cây vú sữa

## Đón nhận
Ngày xửa ngày xưa 1 - Tấm Cám thành công rực rỡ, được duy trì hằng năm. Đến 2002, từ ngày xửa ngày xưa 3 - Dế Mèn phiêu lưu ký, ông Huỳnh Anh Tuấn bắt đầu thực hiện mỗi năm hai chương trình thiếu nhi này. Với Ngày xửa ngày xưa 5 - Cô Bé Lọ Lem được dàn dựng bằng kỹ thuật mới lạ hơn, thêm thắt vài yếu tố kỹ thuật... họ đã gây dựng được niềm tin dần dần.
Đến 2005, Ngày xửa ngày xưa lại tiếp tục phát triển và vui vẻ "rinh" luôn giải Cù Nèo Vàng của báo Tuổi Trẻ Cười cho Aladin và đủ thứ thần - chương trình diễn được 24 suất, phục vụ khoảng 24.000 lượt khán giả. Đến Ngày xửa ngày xưa 10 - Huyền thoại nữ thần Lee KimChi cho tết Trung Thu 2005, lại một lần nữa sốt vé. Đến tận ngày 16/9 mới công diễn nhưng đã hết sạch vé của 15 suất diễn.
Vở "Bạch Tuyết lạc 7 chú lùn" bán hết 27.000 vé, "Sơn Tinh - Thủy Tinh" sau đó cũng bán được khoảng 22.000 vé. Các chương trình sau đó cũng gây sốt vé, là điểm hẹn cho mọi người mỗi dịp hè về.
Vào năm 2022, sau hai năm phải hủy do ảnh hưởng từ đại dịch COVID-19 thì vở kịch thứ 33 của Ngày xửa... ngày xưa đã chính thức được tổ chức với 13 suất đầu tiên đều được bán sạch vé ngay trước ngày công chiếu. Theo thống kê, lượt truy cập vào trang web đặt trước lên tới hàng triệu lượt.